# Сад Нибло
«Сад Нибло» (англ. Niblo's Garden) — бывший бродвейский театр, расположенный в Сохо Манхэттена, Нью-Йорк, США.
Был основан в 1823 году как «Columbia Garden», в 1828 году получил название «Sans Souci». 12 сентября 1866 года в этом театре состоялась премьера мюзикла «The Black Crook», который считается первым произведением музыкального театра, отвечающим современным представлениям о Book musicals.

## История
В 1834 году театр стал собственностью владельца кофейни и поставщика услуг питания Уильяма Нибло. Театр развивался в несколько этапов, занимая все больше и больше площадок, был дважды сожжен и перестроен.
До того, как Нибло приобрел эту землю, здесь располагался цирк под названием «Stadium». На месте театра, находящегося на территории сада, первоначально подавали только кофе, мороженое, лимонад и другие прохладительные напитки. В то время в Нью-Йорке происходил строительный бум, город разрастался, и в саду построили салон под открытым небом, использовавшийся также для музыкальных развлечений. По вечерам сад Нибло освещали сотни фонарей из цветного стекла. Отдельный вход в сад был на Бродвее.
Нибло решил дополнить сферу общественного питания каким-нибудь развлечением. Он построил «Grand Saloon» — небольшой театр с концертным залом. Его репертуар состоял исключительно из музыкальных произведений, пока некоторое время спустя не был введен водевиль. Вход в сад в августе 1829 года стоил пятьдесят центов. Днем и вечером туда курсировали дилижансы из City Hotel.
Летом 1837 года Джозеф Джадсон и Джозеф Сефтон основали водевильную труппу «У Нибло», которая разыгрывала фарсы вроде «Promotion of the General’s Hat» и «Meg Young Wife and Old Umbrella». К середине XIX века театр считался самым модным театром Нью-Йорка.

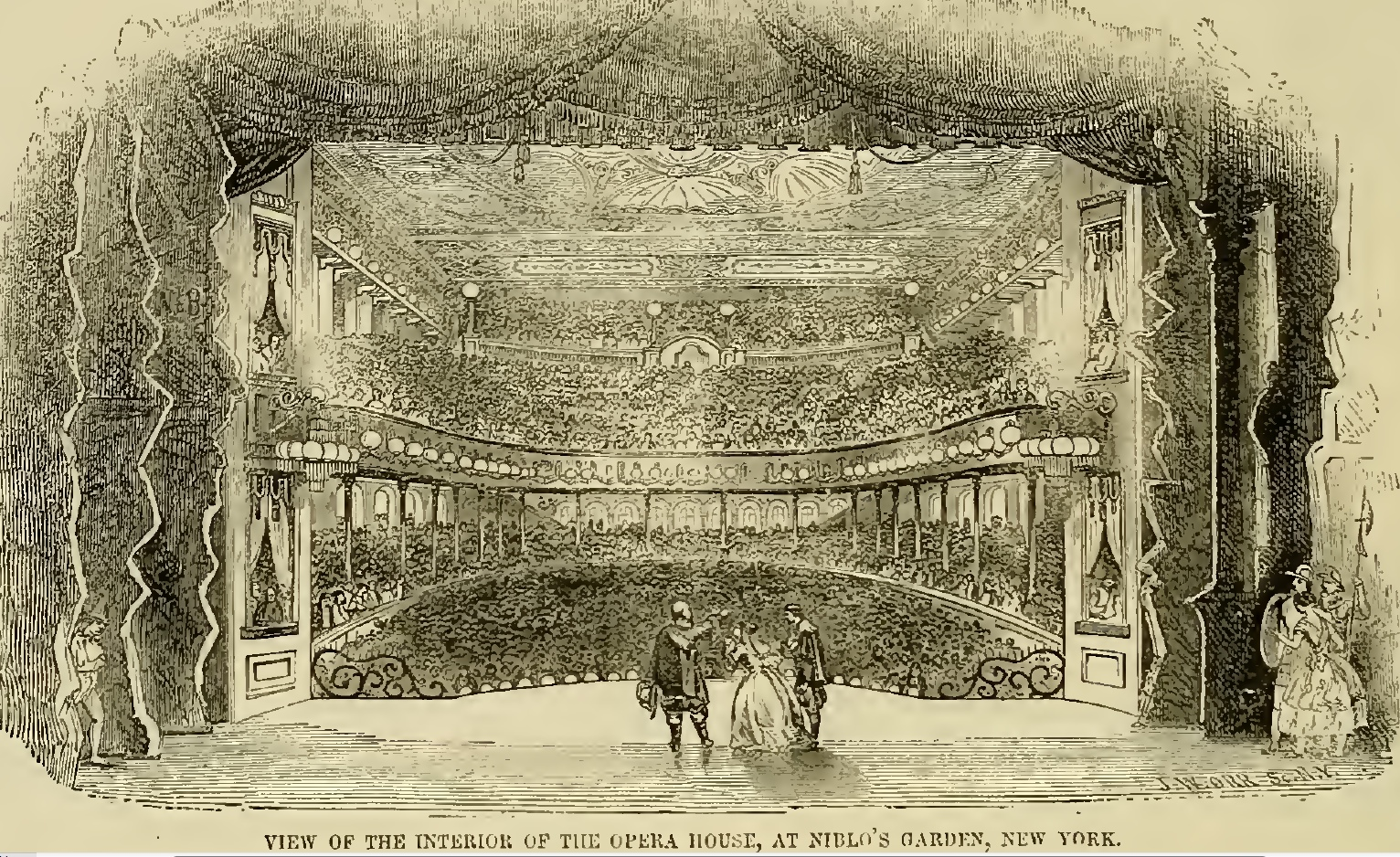
Вид со сцены театра, 1853 год

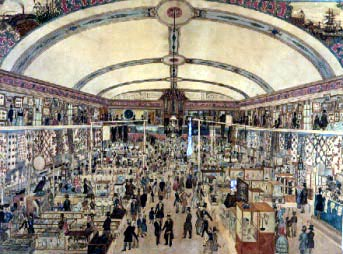
Ярмарка Американского института в «Саду Нибло» в 1845 году

Первый театр «Сад Нибло» был разрушен пожаром 18 сентября 1846 года и не открывался до лета 1849 года. Новый театр вмещал около 3200 человек и имел самую оборудованную сцену в городе. Около 1850 года там начали ставить итальянские оперы. Билеты стоили до двух долларов а за место. Уильям Нибло начал приглашать самых популярных актёров и ставить известные пьесы. В числе актёров, выступавших на сцене его театра, были Эдвард Дэвенпорт, Уильям Уитли, Джулия Барроу (Julia Bennett Barrow) и Мэгги Митчелл. В 1855 году Нибло убедил французского канатоходца Шарля Блондена приехать в Америку и выступить в его театре. В середине XIX века в «Саду Нибло» проводилась Ярмарка Американского института.
В конце 1860-х годов, когда окончилась Гражданская война, в Нью-Йорке резко увеличилось число жителей, более обеспеченные из них искали развлечений. Театры стали более востребованными, «Сад Нибло» начал ставить легкие комедии. Театр снова был уничтожен пожаром в 1872 году, и был восстановлен предпринимателем Александром Стюартом.
Последний спектакль в «Саду Нибло» состоялся 23 марта 1895 года. Несколько недель спустя здание было снесено, чтобы освободить место для большого офисного сооружения, возведенного магнатом по переработке сахара Генри Хавмейером. Впоследствии территория, где находился театр, было занято многими зданиями начала XX века; одно из них — бывший Музей комического и мультипликационного искусства.